# كريستوفر هولاند
كريستوفر هولاند (بالإنجليزية: Christopher Holland)‏ هو كاتب أغاني بريطاني، ولد في 18 سبتمبر 1966 في غرينتش في المملكة المتحدة.

## وصلات خارجية
- كريستوفر هولاند على موقع ميوزك برينز (الإنجليزية)
- كريستوفر هولاند على موقع ديسكوغز (الإنجليزية)